# Manfred Vogel
Manfred Vogel [fógl] (* 9. srpna 1947) je bývalý východoněmecký fotbalista.

## Hráčská kariéra
Až do roku 1970 hrál za Köthen, odkud přestoupil do Halle. V sezoně 1974/75 se stal se 17 brankami nejlepším střelcem východoněmecké nejvyšší soutěže. Po sezoně 1978/79 se přesunul do Erfurtu. Profesionální kariéru ukončil v Ilmenau a Rudislebenu.

### Ligová bilance
V sezoně 1973/74 se Hallescher FC Chemie účastnila kvalifikačního turnaje o postup do nejvyšší východoněmecké soutěže, v němž uspěla. Starty a branky Manfreda Vogela v kvalifikačním turnaji jsou za znaménkem plus.
| Ročník                     | Zápasy | Góly | Klub                    |
| -------------------------- | ------ | ---- | ----------------------- |
| I. liga 1970/71            | 2      | 0    | Hallescher FC Chemie    |
| II. liga 1970/71 – sk. jih | 28     | 13   | Hallescher FC Chemie II |
| I. liga 1971/72            | 10     | 1    | Hallescher FC Chemie    |
| II. liga 1971/72 – sk. C   | 11     | 5    | Hallescher FC Chemie II |
| I. liga 1972/73            | 6      | 3    | Hallescher FC Chemie    |
| II. liga 1972/73 – sk. C   | 19     | 17   | Hallescher FC Chemie II |
| II. liga 1973/74 – sk. C   | 20+6   | 17+1 | Hallescher FC Chemie    |
| I. liga 1974/75            | 25     | 17   | Hallescher FC Chemie    |
| I. liga 1975/76            | 22     | 9    | Hallescher FC Chemie    |
| II. liga 1975/76 – sk. C   | 1      | 1    | Hallescher FC Chemie II |
| I. liga 1976/77            | 23     | 12   | Hallescher FC Chemie    |
| I. liga 1977/78            | 24     | 10   | Hallescher FC Chemie    |
| I. liga 1978/79            | 21     | 6    | Hallescher FC Chemie    |
| I. liga 1979/80            | 26     | 3    | FC Rot-Weiß Erfurt‎      |
| I. liga 1980/81            | 13     | 2    | FC Rot-Weiß Erfurt‎      |
| I. liga 1981/82            | 4      | 0    | FC Rot-Weiß Erfurt‎      |
| II. liga 1981/82 – sk. E   | 8      | 1    | BSG Chemie IW Ilmenau   |
| II. liga 1982/83 – sk. E   | 3      | 1    | BSG Chemie IW Ilmenau   |
| II. liga 1982/83 – sk. E   | 9      | 1    | BSG Motor Rudisleben    |
| II. liga 1983/84 – sk. E   | 20     | 6    | BSG Motor Rudisleben    |
| CELKEM I. LIGA             | 176    | 63   |                         |
| CELKEM II. LIGA            | 125    | 63   |                         |